# Чемпіонат світу з хокею із шайбою 2012 (дивізіон I)
Чемпіонат світу з хокею із шайбою 2012 (дивізіон I) — спортивне змагання з хокею із шайбою під егідою Міжнародної федерації хокею із шайбою (ІІХФ), яке відбувлось з 15 по 21 квітня 2012 року. Команди-учасниці в цьому турнірі розділені на дві окремі групи. Матчі в групі А проходили у Любляні, Словенія, а групи B — у Криниці, Польща.
Збірні Словенії та Австрії підвищилися до елітного дивізіону чемпіонату світу 2013. Збірна Південної Кореї підвищилась до дивізіону I (група А).

## Регламент змагань
Команди, які посіли 1-е і 2-е місця в групі А, отримають право грати в елітному дивізіоні чемпіонату світу 2013 року. Команда, що посіла 6-е місце в групі А, переходить в групу В I-го дивізіону Чемпіонату світу 2013 року. Команда, що посіла 1-е місце в групі В, переходить в групу А I-го дивізіону чемпіонату світу 2013 року. Команда, що посіла 6-е місце в групі В, переходить у II-й дивізіон Чемпіонату світу 2013 року.

## Склад груп

### Група А
| Команда         | Кваліфікація                                                    |
| --------------- | --------------------------------------------------------------- |
| Австрія         | 15-е місце в елітному дивізіоні у 2011 і пониження              |
| Словенія        | господар, 16-е місце в елітному дивізіоні у 2011 і пониження    |
| Угорщина        | 2-е місце у дивізіоні I (група A) у 2011                        |
| Велика Британія | 2-е місце у дивізіоні I (група B) у 2011                        |
| Японія          | Не брала участі у 2011 році через Великий тохокуський землетрус |
| Україна         | 3-є місце у дивізіоні I (група B) у 2011                        |

### Група B
| Команда        | Кваліфікація                                           |
| -------------- | ------------------------------------------------------ |
| Південна Корея | 3-є місце у дивізіоні I (група А) у 2011               |
| Польща         | господар, 4-е місце у дивізіоні I (група B) у 2011     |
| Нідерланди     | 5-е місце у дивізіоні I (група А) у 2011               |
| Литва          | 5-е місце у дивізіоні I (група B) у 2011               |
| Румунія        | 1-е місце у дивізіоні II (група B) у 2011 і підвищення |
| Австралія      | 1-е місце у дивізіоні II (група А) у 2011 і підвищення |

## Група А

### Підсумкова таблиця
| Команда         | І | В | ВО | ПО | П | Ш     | Р  | О  |
| --------------- | - | - | -- | -- | - | ----- | -- | -- |
| Словенія        | 5 | 5 | 0  | 0  | 0 | 17—9  | +8 | 15 |
| Австрія         | 5 | 3 | 0  | 1  | 1 | 24—16 | +8 | 10 |
| Угорщина        | 5 | 2 | 0  | 0  | 3 | 15—18 | -3 | 6  |
| Японія          | 5 | 1 | 1  | 1  | 2 | 13—14 | -1 | 6  |
| Велика Британія | 5 | 1 | 1  | 0  | 3 | 14—22 | -8 | 5  |
| Україна         | 5 | 0 | 1  | 1  | 3 | 12—16 | -4 | 3  |

Джерело: IIHF.com [Архівовано 22 травня 2012 у Wayback Machine.]
Легенда
|  |                                               |
|  | Підвищення до елітного дивізіону 2013         |
|  | Пониження до першого дивізіону (група B) 2013 |

### Результати
Час початку матчів місцевий (UTC+2)
| 15 квітня 2012 13:00 | Японія | 1 : 5 (0:2, 0:2, 1:1) | Угорщина | Арена «Стожице», Любляна Глядачів: 1652 |

| Протокол                | Протокол                                     | Протокол | Протокол    | Протокол                                                          |
| ----------------------- | -------------------------------------------- | --- | ----------- | ----------------------------------------------------------------- |
|                         | Масахіто Харуна (40:00) Юта Нарісава (20:00) | Голкіпери | Бенце Баліж | Арбітри: Алексі Рантала Лінійні судді: Матьяж Хрибар Юп Лермакерс |
| Янадорі (Ямасіта) 57:49 | 0:1 0:2 0:3 0:4 0:5 1:5                      | 05:39 Магоші (Сікорчин, Барталіш) 12:02 Хорват (Ковач, Барталіш) 33:18 Шофрон (Ладаньї б) 39:13 Ковач (Пожгаї б) 55:13 Міхай (Харі, Я. Ваш) |             | Арбітри: Алексі Рантала Лінійні судді: Матьяж Хрибар Юп Лермакерс |
| 33 хв.                  | Вилучення                                    | 12 хв. |             | Арбітри: Алексі Рантала Лінійні судді: Матьяж Хрибар Юп Лермакерс |
| 34                      | Кидки                                        | 25 |             | Арбітри: Алексі Рантала Лінійні судді: Матьяж Хрибар Юп Лермакерс |

| 15 квітня 2012 16:30 | Україна | 4 : 5 (1:1, 2:4, 1:0) | Австрія | Арена «Стожице», Любляна Глядачів: 1419 |

| Протокол | Протокол                                      | Протокол | Протокол           | Протокол                                                                 |
| --- | --------------------------------------------- | --- | ------------------ | ------------------------------------------------------------------------ |
| | Ігор Карпенко (21:36) Михайло Балабан (37:24) | Голкіпери | Бернгард Штаркбаум | Арбітри: Олексій Раводін Лінійні судді: Роман Кадерлі Рудольф Тошенов'ян |
| Тимченко (Касянчук, Матерухін б) 13:07 Побєдоносцев (Люткевич, Матерухін б) 32:20 Тимченко (Побєдоносцев, Шафаренко) 34:36 Тимченко (Матерухін б) 57:02 | 0:1 1:1 1:2 1:3 1:4 1:5 2:5 3:5 4:5           | 03:01 М. Гайєр (Гербургер, Ш. Гайєр б) 20:47 Раффль (Траттніг, Ульмер б) 21:36 Кірізітс (Гербургер, М. Гайєр) 22:24 Вельзер (Ульмер, Грабнер) 29:18 Кох (Вельзер) |                    | Арбітри: Олексій Раводін Лінійні судді: Роман Кадерлі Рудольф Тошенов'ян |
| 20 хв. | Вилучення                                     | 10 хв. |                    | Арбітри: Олексій Раводін Лінійні судді: Роман Кадерлі Рудольф Тошенов'ян |
| 27 | Кидки                                         | 25 |                    | Арбітри: Олексій Раводін Лінійні судді: Роман Кадерлі Рудольф Тошенов'ян |

| 15 квітня 2012 20:00 | Велика Британія | 2 : 3 (1:2, 1:0, 0:1) | Словенія | Арена «Стожице», Любляна Глядачів: 9861 |

| Протокол                                      | Протокол            | Протокол                                                                     | Протокол       | Протокол                                                    |
| --------------------------------------------- | ------------------- | ---------------------------------------------------------------------------- | -------------- | ----------------------------------------------------------- |
|                                               | Стівен Мерфі        | Голкіпери                                                                    | Роберт Крістан | Арбітри: Йозеф Кубуш Лінійні судді: Пол Карнейтан Метт Троб |
| Шилдс (Дауд, Пікок) 06:31 Пікок (Шилдс) 21:15 | 0:1 1:1 1:2 2:2 2:3 | 03:35 Єглич (Саболич) 12:35 Д. Родман (Мушич) 56:01 Разінгар (Паїч, Тавжель) |                | Арбітри: Йозеф Кубуш Лінійні судді: Пол Карнейтан Метт Троб |
| 14 хв.                                        | Вилучення           | 14 хв.                                                                       |                | Арбітри: Йозеф Кубуш Лінійні судді: Пол Карнейтан Метт Троб |
| 22                                            | Кидки               | 35                                                                           |                | Арбітри: Йозеф Кубуш Лінійні судді: Пол Карнейтан Метт Троб |

| 16 квітня 2012 13:00 | Угорщина | 3 : 1 (2:0, 0:0, 1:1) | Україна | Арена «Стожице», Любляна Глядачів: 1020 |

| Протокол                                                                        | Протокол        | Протокол                                   | Протокол                | Протокол                                                        |
| ------------------------------------------------------------------------------- | --------------- | ------------------------------------------ | ----------------------- | --------------------------------------------------------------- |
|                                                                                 | Бенце Баліж     | Голкіпери                                  | Михайло Балабан (59:18) | Арбітри: Йозеф Кубуш Лінійні судді: Роман Кадерлі Дамір Ракович |
| Галаніс (Ковач, Бенк) 10:04 Сікорчин (Барталіш) 11:35 Я. Ваш (М. Ваш гпв) 58:46 | 1:0 2:0 2:1 3:1 | 43:43 Побєдоносцев (Матерухін, Люткевич б) |                         | Арбітри: Йозеф Кубуш Лінійні судді: Роман Кадерлі Дамір Ракович |
| 24 хв.                                                                          | Вилучення       | 12 хв.                                     |                         | Арбітри: Йозеф Кубуш Лінійні судді: Роман Кадерлі Дамір Ракович |
| 23                                                                              | Кидки           | 37                                         |                         | Арбітри: Йозеф Кубуш Лінійні судді: Роман Кадерлі Дамір Ракович |

| 16 квітня 2012 16:30 | Австрія | 7 : 3 (3:0, 2:2, 2:1) | Велика Британія | Арена «Стожице», Любляна Глядачів: 986 |

| Протокол | Протокол                                | Протокол                                                                           | Протокол     | Протокол                                                          |
| --- | --------------------------------------- | ---------------------------------------------------------------------------------- | ------------ | ----------------------------------------------------------------- |
| | Бернгард Штаркбаум                      | Голкіпери                                                                          | Стівен Мерфі | Арбітри: Алексі Рантала Лінійні судді: Пол Карнейтан Юп Лермакерс |
| Гундертпфунд (Вельзер б) 07:48 Баумгартнер 09:12 Латуза (Оберкофлер) 09:37 Баумгартнер (Латуза, Ульмер б) 21:27 Траттніг (Гербургер) 34:38 Латуза (Раффль, Баумгартнер б) 43:34 Гербургер (Ш. Гайєр) 52:56 | 1:0 2:0 3:0 4:0 4:1 5:1 5:2 6:2 6:3 7:3 | 33:03 Шилдс (Дауд, Пікок) 38:23 Шилдс (Дауд, Мейєрс) 50:27 Нілсон (Шилдс, Кларк б) |              | Арбітри: Алексі Рантала Лінійні судді: Пол Карнейтан Юп Лермакерс |
| 10 хв. | Вилучення                               | 16 хв.                                                                             |              | Арбітри: Алексі Рантала Лінійні судді: Пол Карнейтан Юп Лермакерс |
| 28 | Кидки                                   | 34                                                                                 |              | Арбітри: Алексі Рантала Лінійні судді: Пол Карнейтан Юп Лермакерс |

| 16 квітня 2012 20:00 | Словенія | 4 : 2 (1:0, 1:1, 2:1) | Японія | Арена «Стожице», Любляна Глядачів: 8070 |

| Протокол                                                                                            | Протокол                | Протокол                              | Протокол        | Протокол                                                           |
| --------------------------------------------------------------------------------------------------- | ----------------------- | ------------------------------------- | --------------- | ------------------------------------------------------------------ |
| | Андрей Хочевар          | Голкіпери                             | Масахіто Харуна | Арбітри: Едуард Одіньш Лінійні судді: Рудольф Тошенов'ян Метт Троб |
| Робар (Єглич, Тічар) 11:03 Д. Родман (Краньц) 27:24 Краньц (б) 58:40 Разінгар (Д. Родман гпв) 59:49 | 1:0 2:0 2:1 2:2 3:2 4:2 | 34:57 Р. Танака (Терао) 47:23 Ямасіта |                 | Арбітри: Едуард Одіньш Лінійні судді: Рудольф Тошенов'ян Метт Троб |
| 14 хв.                                                                                              | Вилучення               | 18 хв.                                |                 | Арбітри: Едуард Одіньш Лінійні судді: Рудольф Тошенов'ян Метт Троб |
| 33                                                                                                  | Кидки                   | 23                                    |                 | Арбітри: Едуард Одіньш Лінійні судді: Рудольф Тошенов'ян Метт Троб |

| 18 квітня 2012 13:00 | Україна | 3 : 4 ОТ (1:0, 2:3, 0:0) (ОТ: 0:1) | Велика Британія | Арена «Стожице», Любляна Глядачів: 360 |

| Протокол | Протокол                    | Протокол                                                                               | Протокол     | Протокол                                                      |
| --- | --------------------------- | -------------------------------------------------------------------------------------- | ------------ | ------------------------------------------------------------- |
| | Михайло Балабан             | Голкіпери                                                                              | Стівен Мерфі | Арбітри: Едуард Одіньш Лінійні судді: Матьяж Хрибар Метт Троб |
| Побєдоносцев (Яковенко, Заблудовський) 13:29 Климентьєв (Наваренко б) 35:07 Побєдоносцев (Тимченко, Люткевич) 35:51 | 1:0 1:1 1:2 1:3 2:3 3:3 3:4 | 23:05 Дауд (шк) 30:46 Майєрс (м) 32:53 Дауд (Шилдс, Нілсон) 61:46 Дауд (Томас, Нілсон) |              | Арбітри: Едуард Одіньш Лінійні судді: Матьяж Хрибар Метт Троб |
| 6 хв. | Вилучення                   | 12 хв.                                                                                 |              | Арбітри: Едуард Одіньш Лінійні судді: Матьяж Хрибар Метт Троб |
| 38 | Кидки                       | 23                                                                                     |              | Арбітри: Едуард Одіньш Лінійні судді: Матьяж Хрибар Метт Троб |

| 18 квітня 2012 16:30 | Австрія | 3 : 4 Б (1:0, 1:2, 1:1, ОТ: 0:0) (Б: 0:1) | Японія | Арена «Стожице», Любляна Глядачів: 640 |

| Протокол | Протокол                                   | Протокол                                                                                            | Протокол     | Протокол                                                             |
| --- | ------------------------------------------ | --------------------------------------------------------------------------------------------------- | ------------ | -------------------------------------------------------------------- |
| | Бернгард Штаркбаум                         | Голкіпери                                                                                           | Юта Нарісава | Арбітри: Йозеф Кубуш Лінійні судді: Дамір Ракович Рудольф Тошенов'ян |
| Альтманн (Гаранд, Латуза) 11:52 Ульмер (Гербургер, М. Гайєр) 29:13 Траттніг (Кох, Вельзер б2) 47:20 Баумгартнер Грабнер Кох | 1:0 1:1 2:1 2:2 3:2 3:3 Буліти 0:0 1:1 1:2 | 25:25 Кудзі (Тоносакі, Ґ. Танака б) 36:47 Кудзі (Келлер, Тоносакі) 48:33 Кудзі Уено Терао Ґ. Танака |              | Арбітри: Йозеф Кубуш Лінійні судді: Дамір Ракович Рудольф Тошенов'ян |
| 8 хв. | Вилучення                                  | 4 хв.                                                                                               |              | Арбітри: Йозеф Кубуш Лінійні судді: Дамір Ракович Рудольф Тошенов'ян |
| 38 | Кидки                                      | 27                                                                                                  |              | Арбітри: Йозеф Кубуш Лінійні судді: Дамір Ракович Рудольф Тошенов'ян |

| 18 квітня 2012 20:00 | Словенія | 4 : 1 (1:0, 2:0, 1:1) | Угорщина | Арена «Стожице», Любляна Глядачів: 9563 |

| Протокол | Протокол            | Протокол                         | Протокол    | Протокол                                                           |
| --- | ------------------- | -------------------------------- | ----------- | ------------------------------------------------------------------ |
| | Роберт Крістан      | Голкіпери                        | Бенце Баліж | Арбітри: Олексій Раводін Лінійні судді: Роман Кадерлі Юп Лермакерс |
| Саболич (Грегорц, Єглич) 02:55 Грегорц (Робар, Тічар б2) 26:13 Д. Родман (Ковачевич, Краньц б) 27:09 Тічар (Робар, Грегорц) 47:27 | 1:0 2:0 3:0 4:0 4:1 | 50:25 М. Ваш (Ладаньї, Шофрон б) |             | Арбітри: Олексій Раводін Лінійні судді: Роман Кадерлі Юп Лермакерс |
| 26 хв. | Вилучення           | 36 хв.                           |             | Арбітри: Олексій Раводін Лінійні судді: Роман Кадерлі Юп Лермакерс |
| 29 | Кидки               | 25                               |             | Арбітри: Олексій Раводін Лінійні судді: Роман Кадерлі Юп Лермакерс |

| 19 квітня 2012 13:00 | Велика Британія | 0 : 5 (0:2, 0:2, 0:1) | Японія | Арена «Стожице», Любляна Глядачів: 680 |

| Протокол | Протокол            | Протокол | Протокол        | Протокол                                                            |
| -------- | ------------------- | --- | --------------- | ------------------------------------------------------------------- |
|          | Стівен Мерфі        | Голкіпери | Масахіто Харуна | Арбітри: Олексій Раводін Лінійні судді: Роман Кадерлі Дамір Ракович |
|          | 0:1 0:2 0:3 0:4 0:5 | 09:10 Уено (Кудзі, Ґ. Танака б) 13:02 Уено 31:34 Кавасіма (Ісідзука, Мітамура) 33:48 Янадорі (Ямасіта, Тоносакі) 48:50 Ямасіта |                 | Арбітри: Олексій Раводін Лінійні судді: Роман Кадерлі Дамір Ракович |
| 16 хв.   | Вилучення           | 14 хв. |                 | Арбітри: Олексій Раводін Лінійні судді: Роман Кадерлі Дамір Ракович |
| 30       | Кидки               | 25 |                 | Арбітри: Олексій Раводін Лінійні судді: Роман Кадерлі Дамір Ракович |

| 19 квітня 2012 16:30 | Угорщина | 2 : 7 (2:1, 0:2, 0:4) | Австрія | Арена «Стожице», Любляна Глядачів: 4250 |

| Протокол                                                  | Протокол                            | Протокол | Протокол           | Протокол                                                      |
| --------------------------------------------------------- | ----------------------------------- | --- | ------------------ | ------------------------------------------------------------- |
|                                                           | Бенце Баліж                         | Голкіпери | Бернгард Штаркбаум | Арбітри: Едуард Одіньш Лінійні судді: Матьяж Хрибар Метт Троб |
| Галаніс (Магоші, Барталіш) 04:50 М. Ваш (Ладаньї б) 10:47 | 1:0 1:1 2:1 2:2 2:3 2:4 2:5 2:6 2:7 | 06:27 Ш. Гайєр (Кірізітс, Райхель) 22:58 Унтерлуггауер (б2) 38:49 Латуза (Грабнер) 43:26 Гаранд 51:58 Унтерлуггауер (Грабнер) 53:38 Латуза (Баумгартнер, Траттніг б) 55:36 Баумгартнер (Траттніг, Гундертпфунд) |                    | Арбітри: Едуард Одіньш Лінійні судді: Матьяж Хрибар Метт Троб |
| 22 хв.                                                    | Вилучення                           | 20 хв. |                    | Арбітри: Едуард Одіньш Лінійні судді: Матьяж Хрибар Метт Троб |
| 20                                                        | Кидки                               | 40 |                    | Арбітри: Едуард Одіньш Лінійні судді: Матьяж Хрибар Метт Троб |

| 19 квітня 2012 20:00 | Словенія | 3 : 2 (0:1, 2:1, 1:0) | Україна | Арена «Стожице», Любляна Глядачів: 9450 |

| Протокол                                                                          | Протокол            | Протокол                                                                     | Протокол      | Протокол                                                                |
| --------------------------------------------------------------------------------- | ------------------- | ---------------------------------------------------------------------------- | ------------- | ----------------------------------------------------------------------- |
|                                                                                   | Роберт Крістан      | Голкіпери                                                                    | Ігор Карпенко | Арбітри: Алексі Рантала Лінійні судді: Пол Карнейтан Рудольф Тошенов'ян |
| Саболич (Тічар, Єглич) 21:53 Тічар (Робар) 29:13 Тічар (Саболич, Грегорц б) 44:25 | 0:1 1:1 1:2 2:2 3:2 | 12:45 Міхнов (Климентьєв, Рамазанов) 24:25 Шафаренко (Тимченко, Касянчук б2) |               | Арбітри: Алексі Рантала Лінійні судді: Пол Карнейтан Рудольф Тошенов'ян |
| 14 хв.                                                                            | Вилучення           | 12 хв.                                                                       |               | Арбітри: Алексі Рантала Лінійні судді: Пол Карнейтан Рудольф Тошенов'ян |
| 18                                                                                | Кидки               | 31                                                                           |               | Арбітри: Алексі Рантала Лінійні судді: Пол Карнейтан Рудольф Тошенов'ян |

| 21 квітня 2012 13:00 | Японія | 1 : 2 Б (0:1, 0:0, 1:0, ОТ: 0:0) (Б: 0:1) | Україна | Арена «Стожице», Любляна Глядачів: 640 |

| Протокол                                                               | Протокол                       | Протокол                                                                   | Протокол      | Протокол                                                          |
| ---------------------------------------------------------------------- | ------------------------------ | -------------------------------------------------------------------------- | ------------- | ----------------------------------------------------------------- |
|                                                                        | Юта Нарісава                   | Голкіпери                                                                  | Ігор Карпенко | Арбітри: Алексі Рантала Лінійні судді: Матьяж Хрибар Юп Лермакерс |
| Р. Танака (Терао, Судзукі) 47:16 Кудзі Терао Ґ. Танака Кудзі Ґ. Танака | 0:1 1:1 Буліти 1:0 1:1 2:2 2:3 | 08:48 Наваренко (Матерухін, Шафаренко) Тимченко Бондарев Касянчук Бондарев |               | Арбітри: Алексі Рантала Лінійні судді: Матьяж Хрибар Юп Лермакерс |
| 12 хв.                                                                 | Вилучення                      | 8 хв.                                                                      |               | Арбітри: Алексі Рантала Лінійні судді: Матьяж Хрибар Юп Лермакерс |
| 21                                                                     | Кидки                          | 24                                                                         |               | Арбітри: Алексі Рантала Лінійні судді: Матьяж Хрибар Юп Лермакерс |

| 21 квітня 2012 16:30 | Угорщина | 4 : 5 (2:2, 2:2, 0:1) | Велика Британія | Арена «Стожице», Любляна Глядачів: 2460 |

| Протокол                                                                                           | Протокол                            | Протокол | Протокол     | Протокол                                                               |
| -------------------------------------------------------------------------------------------------- | ----------------------------------- | --- | ------------ | ---------------------------------------------------------------------- |
| | Крістіан Будаї                      | Голкіпери | Стівен Мерфі | Арбітри: Едуард Одіньш Лінійні судді: Дамір Ракович Рудольф Тошенов'ян |
| М. Ваш (Ладаньї, Барталіш) 03:05 Ковач (Шофрон) 06:54 Шофрон (шк) 21:40 Міхай (Лада, М. Ваш) 36:25 | 0:1 1:1 2:1 2:2 3:2 3:3 4:3 4:4 4:5 | 01:53 Дж. Філліпс (Лахович, Річардсон) 17:43 Дауд (Д. Філліпс, Шилдс б) 34:02 Фассі (Майєрс, Мейєрс б) 39:44 Кларк (Річардсон, Дауд) 48:29 Дауд (шк) |              | Арбітри: Едуард Одіньш Лінійні судді: Дамір Ракович Рудольф Тошенов'ян |
| 12 хв.                                                                                             | Вилучення                           | 33 хв. |              | Арбітри: Едуард Одіньш Лінійні судді: Дамір Ракович Рудольф Тошенов'ян |
| 23                                                                                                 | Кидки                               | 30 |              | Арбітри: Едуард Одіньш Лінійні судді: Дамір Ракович Рудольф Тошенов'ян |

| 21 квітня 2012 20:00 | Австрія | 2 : 3 (0:0, 2:3, 0:0) | Словенія | Арена «Стожице», Любляна Глядачів: 10500 |

| Протокол                                                                | Протокол            | Протокол                                                               | Протокол       | Протокол                                                        |
| ----------------------------------------------------------------------- | ------------------- | ---------------------------------------------------------------------- | -------------- | --------------------------------------------------------------- |
|                                                                         | Фабіан Вайнгандль   | Голкіпери                                                              | Роберт Крістан | Арбітри: Олексій Раводін Лінійні судді: Пол Карнейтан Метт Троб |
| Унтерлуггауер (Баумгартнер, Шумніг) 25:46 Раффль (Гундертпфунд б) 28:09 | 0:1 1:1 1:2 2:2 2:3 | 24:07 Хебар (Паїч) 26:08 М. Родман (Мушич, Д. Родман) 37:10 Краньц (б) |                | Арбітри: Олексій Раводін Лінійні судді: Пол Карнейтан Метт Троб |
| 6 хв.                                                                   | Вилучення           | 22 хв.                                                                 |                | Арбітри: Олексій Раводін Лінійні судді: Пол Карнейтан Метт Троб |
| 25                                                                      | Кидки               | 28                                                                     |                | Арбітри: Олексій Раводін Лінійні судді: Пол Карнейтан Метт Троб |

### Статистика

#### Найкращі бомбардири
| Місце | Гравець                | Країна          | М | Г | П | О | ШХ | +/− |
| ----- | ---------------------- | --------------- | - | - | - | - | -- | --- |
| 1     | Роберт Дауд            | Велика Британія | 5 | 5 | 4 | 9 | 6  | 0   |
| 2     | Мануель Латуза         | Австрія         | 5 | 5 | 2 | 7 | 2  | +1  |
| 3     | Колін Шилдс            | Велика Британія | 5 | 3 | 4 | 7 | 0  | –2  |
| 4     | Грегор Баумгартнер     | Австрія         | 5 | 3 | 3 | 6 | 2  | +4  |
| 4     | Рок Тічар              | Словенія        | 5 | 3 | 3 | 6 | 4  | +4  |
| 6     | Олександр Побєдоносцев | Україна         | 5 | 4 | 1 | 5 | 0  | –1  |
| 7     | Давід Родман           | Словенія        | 5 | 3 | 2 | 5 | 10 | +1  |
| 7     | Олег Тимченко          | Україна         | 5 | 3 | 2 | 5 | 2  | +2  |
| 7     | Мартон Ваш             | Угорщина        | 5 | 3 | 2 | 5 | 0  | –2  |
| 10    | Рафаель Гербургер      | Австрія         | 5 | 1 | 4 | 5 | 2  | +3  |

Джерело: IIHF.com [Архівовано 3 січня 2014 у Wayback Machine.]

#### Найкращі воротарі
Список п'яти найращих воротарів, сортованих за відсотком відбитих кидків. У список включені лише ті гравці, які провели щонайменш 40% хвилин.
| Місце | Гравець         | Країна   | ЧНЛ    | М  | %ВК   | СПГ  | ША |
| ----- | --------------- | -------- | ------ | -- | ----- | ---- | -- |
| 1     | Роберт Крістан  | Словенія | 240:00 | 7  | 93.20 | 1.75 | 0  |
| 2     | Масахіто Харуна | Японія   | 159:31 | 7  | 91.57 | 2.63 | 1  |
| 3     | Юта Нарісава    | Японія   | 150:00 | 6  | 90.91 | 2.40 | 0  |
| 4     | Бенце Баліж     | Угорщина | 240:00 | 13 | 90.71 | 3.25 | 0  |
| 5     | Михайло Балабан | Україна  | 157:40 | 7  | 88.33 | 2.66 | 0  |

Джерело: IIHF.com [Архівовано 3 січня 2014 у Wayback Machine.]

#### Нагороди
Найкращі гравці, обрані дирекцією ІІХФ
- Найкращий воротар:  Роберт Крістан
- Найкращий захисник:  Маттіас Траттніг
- Найкращий нападник:  Мануель Латуза

Команда усіх зірок, обрана ЗМІ
- Воротар:  Роберт Крістан
- Захисники:  Маттіас Траттніг —  Олександр Побєдоносцев
- Нападники:  Рок Тічар —  Мануель Латуза —  Сюхеї Кудзі
- Найцінніший гравець:  Роберт Крістан

## Група B

### Підсумкова таблиця
| Команда        | І | В | ВО | ПО | П | Ш       | Р   | О  |
| -------------- | - | - | -- | -- | - | ------- | --- | -- |
| Південна Корея | 5 | 4 | 1  | 0  | 0 | 24 - 10 | +14 | 14 |
| Польща         | 5 | 4 | 0  | 0  | 1 | 31 - 7  | +24 | 12 |
| Нідерланди     | 5 | 3 | 0  | 1  | 1 | 21 - 13 | +8  | 10 |
| Румунія        | 5 | 2 | 0  | 0  | 3 | 13 - 28 | −15 | 6  |
| Литва          | 5 | 1 | 0  | 0  | 4 | 9 - 27  | –18 | 3  |
| Австралія      | 5 | 0 | 0  | 0  | 5 | 14 - 27 | −13 | 0  |

### Результати
| 15 квітня |                     |                |  |
| Австралія | 4–8 (3–3, 1–1, 0–4) | Південна Корея |  |
|           |                     |                |  |

| 15 квітня |                     |            |  |
| Румунія   | 1–4 (0–0, 1–3, 0–1) | Нідерланди |  |
|           |                     |            |  |

| 15 квітня |                     |        |  |
| Литва     | 0–9 (0–2, 0–4, 0–3) | Польща |  |
|           |                     |        |  |

| 16 квітня  |                     |           |  |
| Нідерланди | 6–2 (1–1, 3–1, 2–0) | Австралія |  |
|            |                     |           |  |

| 16 квітня      |                     |       |  |
| Південна Корея | 3–0 (3–0, 0–0, 0–0) | Литва |  |
|                |                     |       |  |

| 16 квітня |                      |         |  |
| Польща    | 10:0 (3:0, 3:0, 4:0) | Румунія |  |
|           |                      |         |  |

| 18 квітня      |                     |         |  |
| Південна Корея | 6–1 (3–0, 1–0, 2–1) | Румунія |  |
|                |                     |         |  |

| 18 квітня |                     |       |  |
| Австралія | 2–3 (0–2, 2–1, 0–0) | Литва |  |
|           |                     |       |  |

| 18 квітня |                     |            |  |
| Польща    | 5–1 (2–0, 1–0, 2–1) | Нідерланди |  |
|           |                     |            |  |

| 19 квітня |                     |         |  |
| Литва     | 5–6 (3–1, 1–2, 1–3) | Румунія |  |
|           |                     |         |  |

| 19 квітня  |                             |                |  |
| Нідерланди | 3:4 OT (1:2, 0:1, 2:0, 0:1) | Південна Корея |  |
|            |                             |                |  |

| 19 квітня |                     |           |  |
| Польща    | 5–3 (1–0, 3–2, 1–1) | Австралія |  |
|           |                     |           |  |

| 21 квітня  |                     |       |  |
| Нідерланди | 7–1 (2–0, 1–1, 4–0) | Литва |  |
|            |                     |       |  |

| 21 квітня |                     |           |  |
| Румунія   | 5–3 (2–2, 1–0, 2–1) | Австралія |  |
|           |                     |           |  |

| 21 квітня      |                     |        |  |
| Південна Корея | 3–2 (1–2, 1–0, 1–0) | Польща |  |
|                |                     |        |  |

### Статистика

#### Найкращі бомбардири
| Місце | Гравець           | Країна         | М | Г | П | О  | ШХ | +/− |
| ----- | ----------------- | -------------- | - | - | - | -- | -- | --- |
| 1     | Марцін Колюш      | Польща         | 5 | 4 | 6 | 10 | 0  | +8  |
| 2     | Лешек Ляшкевич    | Польща         | 5 | 4 | 5 | 9  | 2  | +3  |
| 3     | Дідерік Хагемайєр | Нідерланди     | 5 | 5 | 3 | 8  | 6  | –2  |
| 4     | Кім Вон Чун       | Південна Корея | 5 | 4 | 3 | 7  | 0  | +6  |
| 5     | Лі Юнчжун         | Південна Корея | 5 | 3 | 3 | 6  | 2  | +2  |
| 5     | Дам'ян Слабонь    | Польща         | 5 | 3 | 3 | 6  | 0  | +3  |
| 7     | Кевін Брюджстен   | Нідерланди     | 5 | 2 | 4 | 6  | 2  | –2  |
| 7     | Марко Постма      | Нідерланди     | 5 | 2 | 4 | 6  | 8  | –1  |
| 9     | Сін Сану          | Південна Корея | 5 | 1 | 5 | 6  | 2  | +8  |
| 10    | Міколай Лопуський | Польща         | 5 | 4 | 1 | 5  | 2  | +7  |

Джерело: IIHF.com [Архівовано 3 січня 2014 у Wayback Machine.]

#### Найкращі воротарі
Список п'яти найращих воротарів, сортованих за відсотком відбитих кидків. У список включені лише ті гравці, які провели щонайменш 40% хвилин.
| Місце | Гравець           | Країна         | ЧНЛ    | М  | %ВК   | СПГ  | ША |
| ----- | ----------------- | -------------- | ------ | -- | ----- | ---- | -- |
| 1     | Пшемислав Одробни | Польща         | 239:10 | 4  | 94.20 | 1.00 | 2  |
| 2     | Ом Хьонсин        | Південна Корея | 255:03 | 9  | 91.89 | 2.12 | 0  |
| 3     | Ян Мейєрдрес      | Нідерланди     | 303:39 | 13 | 91:33 | 2.57 | 0  |
| 4     | Мантас Армаліс    | Литва          | 239:20 | 18 | 87.59 | 4.51 | 0  |
| 5     | Ентоні Кімлін     | Австралія      | 239:36 | 21 | 85.52 | 5.26 | 0  |

Джерело: IIHF.com [Архівовано 3 січня 2014 у Wayback Machine.]

#### Нагороди
Найкращі гравці, обрані дирекцією ІІХФ
- Найкращий воротар:  Ян Мейєрдрес
- Найкращий захисник:  Адам Божецький
- Найкращий нападник:  Марцін Колюш